# Juan Manuel Salinas
Juan Manuel «Piquito» Salinas Aguirre (Asunción, 7 de marzo de 1970) es un periodista, guionista, escritor y realizador paraguayo. 

## Trayectoria
Juan Manuel Salinas Aguirre trabajó en medios de Paraguay como Diario La Nación, Diario Crónica y revista TVO.
En el 2001 colaboró con la revista dominical del diario La Nación de Buenos Aires, dando a conocer al público la primera película inédita en serie para la televisión argentina (1960), escrita en su momento por su abuelo, el también periodista y dramaturgo argentino Oscar Aguirre. La serie, que nunca salió al aire por diferentes problemas de producción, se titulaba Lisandro Sosa Matrero, narraba las aventuras de un gaucho argentino y contó con las actuaciones de consagrados actores de la época como Pedro Aleandro, María Vaner, Pedro Ferrigno y Leonardo Favio.
En televisión prestó servicios para canal 4 de Paraguay (Telefuturo). Formó parte del panel de TeleShow, un producto televisivo destinado al mundo del espectáculo y fue guionista adaptador de las telenovelas paraguayas Papá del corazón y De mil amores, ambas con libros originales del autor argentino Jorge Maestro. También formó parte del jurado en la versión paraguaya de Bailando por la boda de mis sueños. También se desempeñó como panelista y productor del programa de espectáculos y actualidad MQM de canal 13. También fue jurado del programa de competencia Yingo Paraguay.
Produjo, escribió y dirigió la película documental Paraguay, droga y banana, en la que relata la historia del narcotráfico en Paraguay a estrenarse en 2016.
Como escritor, es autor de la novela La obsesión de Andrea, un thriller erótico publicado por editorial Servilibro.

## Polémica
En el 2010 se vio envuelto en una polémica cuando denunció al productor argentino, que trabajaba en canal 4 de Paraguay, Miguel Ángel Rodríguez de estar "matando" la televisión de ficción. Lo acusó de no permitir adaptar en forma los guiones de las telenovelas Papá del corazón y De mil amores. El periodista enfatizó que el productor de la tira se negaba a que los adaptadores "paraguayisen" demasiado las telenovelas, pese a que las mismas se desarrollaban en tierra guaraní.
Actualmente se desempeña como director periodístico del sitio de espectáculos y farándula www.epa.com.py del Grupo Chena.